# Crovna, Dolj
Crovna este un sat în comuna Breasta din județul Dolj, Oltenia, România.
Dealul de la Crovna  este cunoscut ca fiind unul dintre locurile în care se zboară cu parapanta în județul Dolj. Atunci când condițiile meteo sunt prielnice, se pot face zboruri de câteva ore sau chiar zboruri de distanta. 
 Acest articol despre o localitate din județul Dolj este deocamdată un ciot. Puteți ajuta Wikipedia prin completarea lui.